# نوربرت دومون
نوربرت دومون (بالفرنسية: Norbert Dumont)‏ هو سياسي لوكسمبورغي، ولد في 1883، وتوفي في 1956. حزبياً، نشط في Liberal League (Luxembourg) ‏. وقد انتخب Director-general for the Interior ‏.